# Phytoecia haroldii
Phytoecia haroldii är en skalbaggsart som först beskrevs av Olof Immanuel von Fåhraeus 1872.  Phytoecia haroldii ingår i släktet Phytoecia och familjen långhorningar.
Artens utbredningsområde är:
- Benin.
- Malawi.

Inga underarter finns listade i Catalogue of Life.